# Seminário de São Dâmaso
O Seminário de São Dâmaso ou Solar São Dâmaso, é um casarão histórico, do século XVII, que sediou o Seminário de Ciências    Eclesiásticas da Bahia  entre   os  anos  de  1815  e 1819. O solar   está  localizado  no  Centro Histórico  da   cidade  de Salvador, no  estado  da  Bahia.  É um patrimônio  histórico  nacional,  tombado  pelo  Instituto  do Patrimônio  Histórico  e Artístico Nacional (IPHAN), na  data de 17 de junho de 1938, sob o processo de nº 122-T-1938.
Atualmente é de   propriedade da Arquidiocese de Salvador,  que   aluga  o solar  para  Instituto do Patrimônio    Artístico  e   Cultural  da  Bahia (IPAC) para  sediar   a Subgerência  de Restauração  de  Bens  Móveis (Surbm)  nos  pavimentos   superiores  e o   núcleo     de  figurino e adereços  e a  sala   de   leitura   da Escola de  Dança da  Fundação Cultural (Funceb), no pavimento térreo.

## História
Diogo Álvares  Campos e  sua  esposa  Maria  Francisca da Câmara  são  os  primeiros   donos que  se  tem  informação. Diogo  era  filho homônimo  de  um  negociante  de   fumo  e  deputado da     Mesa   de  Inspeção. Eles  vendem  o  solar  para o   Cônego  José  Teles  de   Menezes, seu  filho, que    veio  a  falecer  no ano de 1814, e   deixa   registrado,  em testamento,   o solar como  herança  para   D. Frei Francisco  de  São  Dâmaso  Abreu  Vieira para construir um seminário. À esta época, o bairro de São Dâmaso era um bairro residencial da elite baiana.
Em 15  de  agosto de  1815, é    inaugurado o Seminário   de Ciências   Eclesiásticas da Bahia, batizado  como  Seminário de  São Dâmaso. Com a  morte  de   Frei Francisco   no ano de 1816, o seminário  entra  em   decadência,  vindo a fechar em 1819.
No   ano  de 1834, o   solar  passa  a  ser  de  propriedade das Carmelitas Descalças.  No   ano de 1962,   passou  a  sediar  a  Secretaria  de  Educação e  o  Arquivo  Público Municipal.
Atualmente  sedia   setores do Instituto do   Patrimônio Artístico e Cultural da Bahia (IPAC) e Secretaria  de  Cultura  do Governo  do  Estado  da  Bahia (Secult-BA).

## Arquitetura
Edificação construída  com  três pavimentos. As  estruturas  externas foram   construídas em alvenaria de pedra  e alvenaria de tijolo maciço nas fachadas. As   paredes   internas  são  do  tipo francesas. Na fachada  foi  construída  uma porta ladeada  com pilastras dóricas e entablamento   clássico   ornado  com coruchéus piramidais e há três   janelas  de  cada lado  da porta,  no segundo  pavimento  foram construídas  sete janelas  e no terceiro  pavimento  foram  construídas sete portas que dão  acesso a  balcões  independentes, com gradil. Todos os vãos da fechada são em vergas retas e as janelas possuem molduras em cantaria com trançados em guilhochet.
Em seu interior não há espaço segregado para a circulação, sendo esta feita através dos cômodos. No pavimento superior encontra-se o teto em madeira de lei e azulejos do século XVII.

## Restauro
Em 2007, o Seminário São Damaso foi entregue restaurado como parte da sétima etapa do programa de revitalização do centro histórico de Salvador. Para recuperar as peças de madeira antiga, foi utilizado resina com fibra de vidro, procedimento não convencional mas cujo resultado foi atingido com sucesso. Devido à existência de insetos xilófagos em algumas peças de madeira, estas foram submetidas a um tratamento de imunização, utilizando pulverizadores. Peças, cujos estados não permitiam mais a recuperação, foram substituídas por novas.